# (33347) Maryzhu
(33347) Maryzhu est un astéroïde de la ceinture principale.

## Description
(33347) Maryzhu est un astéroïde de la ceinture principale. Il fut découvert le 14 décembre 1998 à Socorro par le projet LINEAR. Il présente une orbite caractérisée par un demi-grand axe de 2,38 UA, une excentricité de 0,15 et une inclinaison de 2,9° par rapport à l'écliptique.